# Batalla de Ramla
Tres batallas entre los cruzados y  los fatimí es de Egipto tuvieron lugar en Ramleh o Ramala, Palestina, en los años 1101, 1102 y 1105.

## Primera batalla de Ramla
El 7 de septiembre de 1101, 260 caballeros y 900 soldados de infantería del Reino de Jerusalén, comandados por el rey Balduino, derrotó un ejército diez veces superior en número, mientras que pierde un tercio de su plantilla.

## Segunda Batalla de Ramla
El 17 de mayo de 1102 un ejército egipcio de casi 20.000 hombres, comandado por Sharaf, hijo del Visir Al-Afdal, llega a Palestina y se las arregla para sorprender a las tropas de Balduino de Jerusalén en Rama, cerca del puerto de Jaffa. El rey escapó solo escondiéndose entre los juncos. La mayoría de los 500 caballeros fueron muertos, entre quienes estaba Esteban Enrique de Blois, o capturados. Sharaf pudo haber reconquistado a Jerusalén, pero por su indecisión posibilitó que llegáran refuerzos francos por mar y tuvo que regresar a Egipto. En 1103 y 1104, el visir de El Cairo lanzó nuevas expediciones contra los francos que fallan (rivalidad entre la flota y el ejército, la muerte del general, entre otras circunstancias).

## Tercera Batalla de Ramla
El 27 de agosto de 1105, Balduino repeló una ofensiva fatimí, apoyada por el atabek de Damasco.